# Jeanne Bourin
Jeanne Bourin (ur. w 1922 w Paryżu, zm. w 2003 w Le Mesnil-le-Roi) – francuska pisarka.
Studiowała literaturę i historię na Sorbonie. W 1942 roku wyszła za mąż za André Bourina – krytyka i pisarza, z którym miała troje dzieci.

## Wybrane publikacje
- Le bonheur est une femme, 1963
- Très sage Héloïse, La Table Ronde, 1966
- Agnès Sorel, la dame de beauté, 1970
- Sekrety kobiet złotnika (La Chambre des dames, 1979, wyd. pol. 2013)
- Le Grand feu, 1985
- Les Amours blessées, 1987
- Le Sanglier blanc
- La Rose et la Mandragore, 1990
- Compagnons d’éternité, 1992
- La Garenne, 1994
- Le Sourire de l'Ange, 1996
- Cuisine médiévale pour tables d'aujourd'hui, 2000